# 圣皮埃尔蒙利马尔
圣皮埃尔蒙利马尔（法語：Saint-Pierre-Montlimart，法語發音：[sɛ̃ pjɛʁ mɔ̃limaʁ] ⓘ）是法国曼恩-卢瓦尔省的一个旧市镇，属于绍莱区。2015年12月15日，圣皮埃尔蒙利马尔和相邻的10个市镇合并为新市镇埃夫尔河畔蒙特勒沃（Montrevault-sur-Èvre）。

## 地理
圣皮埃尔蒙利马尔（47°16'14"N, 1°1'36"W）面积22.29 平方千米，位于法国卢瓦尔河地区大区曼恩-卢瓦尔省，该省份为法国西部内陆省份，大致对应安茹地区，北起顺时针与马耶讷省、萨尔特省、安德尔-卢瓦尔省、维埃纳省、德塞夫勒省、旺代省、大西洋卢瓦尔省和伊勒-维莱讷省接壤。
与圣皮埃尔蒙利马尔接壤的市镇（或旧市镇、城区）包括：莫日地区博普雷欧、埃夫尔河畔拉布瓦西耶尔、莫日地区博茨、拉沙佩勒圣弗洛朗、莫日地区绍德龙、勒菲耶夫索万、埃夫尔河畔蒙特勒沃、莫日地区圣雷米、拉萨勒和沙佩勒欧布里。
圣皮埃尔蒙利马尔的时区为UTC+01:00、UTC+02:00（夏令时）。

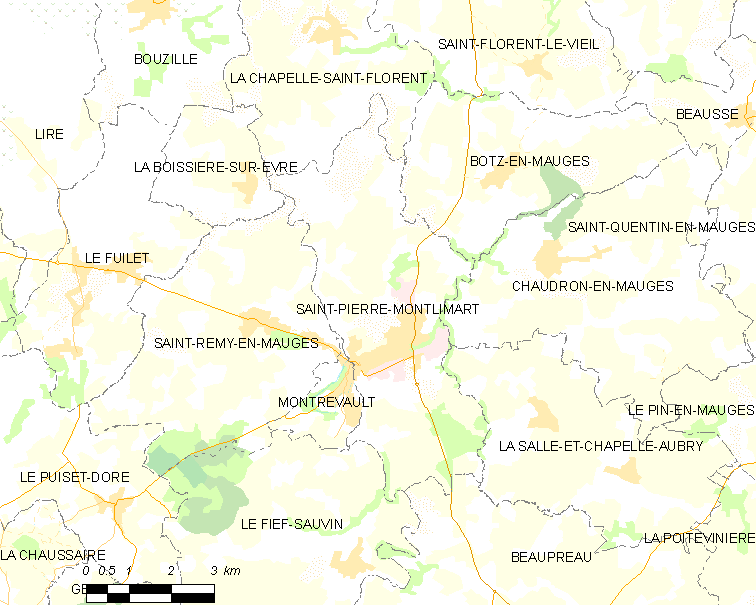
圣皮埃尔蒙利马尔的OSM定位图

## 行政
圣皮埃尔蒙利马尔的邮政编码为49110，INSEE市镇编码为49313。

## 政治
圣皮埃尔蒙利马尔所属的省级选区为莫日地区博普雷欧县。

## 人口

1962-2008年间圣皮埃尔蒙利马尔人口变化图示

圣皮埃尔蒙利马尔于2018年1月1日时的人口数量为3315人。